# Agrofísica
Agrofísica é o ramo da física que estuda os fenômenos físicos envolvidos em todos os processos agrônomos.